# Arsenal WFC
Arsenal WFC, nebo jen Arsenal, je anglický ženský fotbalový klub, který sídlí v londýnském obvodu Islington. Hraje Women's Super League, nejvyšší klubovou soutěž v Anglii. Byl založen v roce 1987 z iniciativy Vic Akerse. Klub vyhrál nejvíce doublů a treblů v historii anglického fotbalu. Své domácí zápasy hraje na Emirates Stadium.
V sezóně 2024/25 vyhrál Ligu mistrů.